# Клітоцибе червонуватий отруйний
Клітоцибе червонуватий отруйний (Clitocybe rivulosa (Fr. ex Pers.) Kumm.) — отруйний гриб з родини трихоломових (Tricholomataceae).

## Будова
Шапка 2-5(6) см у діаметрі, опукло-, плоско- або увігнуторозпростерта, з тонким, плоским, часто лопатеподібним краєм, спочатку біла, блискуча, часто з концентричними кремовими або рудуватими зонами, згодом у центрі червонуваторудувата або червонувато-коричнювата, до краю світліша, при зволоженні світло-рудувато- або коричнювата-м'ясо-червона.
Пластинки трохи переходять на ніжку, білі, червонувато-брудно-білі, потім жовтуваті.
Спорова маса біла. Спори 3-4(5) Х 2-3 мкм.
Ніжка 1,5-3(4) Х 0,3-0,7 см, щільна, з віком іноді з порожниною, здебільшого зігнута, вгорі лілувата, внизу червонувато-коричнювата, біля основи білоповстиста.
М'якуш білий, щільний, із слабким приємним запахом.

## Поширення та середовище існування
Поширений у Прикарпатті, Лісостепу та Криму. Росте у хвойних і листяних лісах, на галявинах, узліссях (на трав'янистих місцях), луках, пасовищах, групами; у липні — жовтні.

## Практичне використання
Дуже отруйний гриб. Містить мускарин. При вживанні в їжу спричиняє отруєння, часом смертельне.